# 胸腺小体

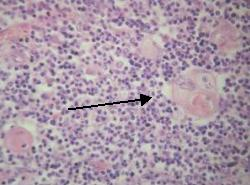
ハッサル小体の顕微写真

胸腺小体（きょうせんしょうたい、英:Hassall's body）とは胸腺髄質において胸腺細網細胞（胸腺上皮細胞）が同心円状に配列した領域。ハッサル小体とも呼ばれる。胸腺小体は30~100μm程度の大きさであり、中心には1個あるいは数個の変性度の高い大型細胞が位置する。